# 김호철 (배구인)
김호철(金浩哲, 1955년 2월 5일(음력 1월 13일) ~ )은 대한민국의 배구 선수, 지도자이다. 2022년 현재 화성 IBK기업은행 알토스의 감독이다.

## 생애

### 선수 경력
신영철과 더불어 현역 시절에는 대한민국의 배구 선수 중 명 세터로 이름을 날린 선수였다.
1975년부터 1986년까지 대한민국 남자 배구 국가대표 선수로 활약하며 '컴퓨터 세터'로 명성을 날렸다. 금성통신에서 뛰다가 1981년 이탈리아 배구 2부리그(세리에 A2) 팀인 멕시카노 파르마에 입단해 그 해 팀 역사상 최초로 우승하고 팀의 1부리그 승격에 큰 기여를 했다. 그런 활약을 인정받아 1983년, 1984년 연속으로 이탈리아 리그에서 최우수 선수가 되었다. 1984-1985 시즌을 마친 뒤 대한민국으로 돌아와 현대자동차서비스의 선수로 활동하며 팀의 3시즌 연속 우승을 이끌었다. 1987년에 다시 이탈리아로 건너가 1995년까지 선수로 활약했고, 은퇴한 후 이탈리아에 정착하여 현재도 비시즌 중에는 이탈리아에 머무르고 있다. 이탈리아 언론은 그에게 '황금 손'과 '마술사'라는 별명을 붙여 주었다.

### 감독 생활
감독이 된 후 김호철은 선수 특성에 맞는 맞춤형 훈련과 철저한 데이터 분석 위주로 팀을 지도했다.
선수단 이탈 사건으로 사임한 송만덕 감독의 후임으로 2003년 11월부터 현대캐피탈의 감독을 맡은 김호철은 국가대표팀 감독도 겸임하며 도하 아시안 게임에서 금메달을 이끌었고, 프로배구 출범 이후 2차례의 V-리그 통합 우승을 일궈 내기도 했다. 2009년 시즌이 끝난 후 신치용 감독의 후임으로 국가대표팀 감독으로 돌아왔으나, 태릉선수촌에서 자신의 소속 팀 선수 박철우가 폭행당하는 사건이 발생하자 스스로 사의를 표명하고 물러났다. 이 사건 이후 박철우는 FA를 선언하여 삼성화재에 이적하였다. 박철우와의 사건 이후, 정규 리그 결승 진출에 실패했던 2011년 시즌을 마치고 하종화에게 감독직을 넘겼다. 현대캐피탈에서 물러난 후 2011년 KOVO컵을 통해 MBC 스포츠+의 배구 해설가로 데뷔하였다. 2012년 KOVO컵 대회 도중 드림식스 선수단의 내분으로 감독 퇴진을 요구하여 보이콧을 선언한 사건으로 인해 박희상이 사임하게 되자 그의 후임으로 1년 계약을 맺고 드림식스의 감독으로 선임되어 현장에 돌아왔다.(이 때 박희상 감독이 김호철 감독을 대신하여 MBC 스포츠+의 해설가로 자리를 옮겼으며, 김호철 감독이 현대캐피탈에 복귀하자 현대캐피탈의 수석코치로 영입되어 현장에 복귀한다.) 그가 감독으로 선임된 후 장충체육관 리모델링 공사 관계로 드림식스가 천안시 옆 아산시로 연고지를 옮기면서, 한때 그가 이끌었던 현대캐피탈과의 맞대결을 통해 이웃 도시 간 더비의 중심에 그가 서게 되었다. 비록 드림식스가 포스트 시즌 진출에 실패하였지만 지도력을 재평가받았다. 하지만 계약이 종료된 후 새롭게 인수한 우리카드와의 재계약을 거절하였다. 동시에 현대캐피탈에서 하종화를 경질하고, 현대캐피탈에서 그를 다시 감독으로 영입하여 친정 팀에 복귀했다. 팀 창단 최초로 포스트시즌 진출에 실패했던 2015년 시즌 후 최태웅에게 감독직을 넘겼다.
2017년에 김남성의 후임으로 남자 배구 국가대표팀 감독으로 선임됐으나, 2019년에 OK저축은행 감독직 제의 파동이 일어나 지도자 자격정지 처분을 받고 사퇴했다. 본래는 1년 정지를 받았으나, 이후 3개월로 대폭 감경됐다.
자격정지를 당한 후 이탈리아에서 야인으로 지내 왔던 그는 2021년에 선수단 분위기가 완전히 무너진 화성 IBK기업은행 알토스의 부름을 받아 2021-2022 시즌 중 감독으로 부임했다. 그의 지도자 커리어에서 처음 맡는 여자 팀인지라, 급하게 이탈리아에서 대한민국으로 온 그는 코로나19 자가격리를 하는 중에도 강성형과 김형실 등에게 자문했다.

## 수상 경력

### 선수
- 세계 배구 선수권 대회 4위 (1978년)
- 방콕 아시안 게임 금메달 (1978년)
- 멕시코 하계 유니버시아드 금메달 (1979년)
- 이탈리아 세리에 A2 리그 우승 (1981년)
- 이탈리아 리그 최우수 선수 3회 (1981년, 1983년, 1984년)
- 1984년 하계 올림픽 5위 (1984년)
- 대통령배 배구대회 MVP (1986년)
- 대통령배 배구대회 현대자동차서비스 3회 우승 (1985년, 1986년, 1987년)

### 감독
- KT&G 2005-2006 V리그 현대캐피탈 스카이워커스 통합 우승 (2006년)
- KT&G 2005-2006 V리그 감독상 (2006년)
- KOVO컵 양산 프로배구 현대캐피탈 스카이워커스 우승 (2006년)
- 도하 아시안 게임 금메달 (2006년)
- 힐스테이트 2006-2007 V리그 현대캐피탈 스카이워커스 우승 (2007년)
- 힐스테이트 2006-2007 V리그 감독상 (2007년)
- NH 농협 2007-2008 V리그 현대캐피탈 스카이워커스 준우승 (2008년)
- IBK 기업은행컵 양산프로배구 현대캐피탈 스카이워커스 우승 (2008년)
- NH 농협 2008-2009 V리그 현대캐피탈 스카이워커스 준우승 (2009년)

## 에피소드
- 김호철은 부임 후 7일 뒤에 벌어진 상무와의 경기를 0-3으로 패한 후 선수들이 곤히 자는 모습을 보고 다음 날 선수단 숙소에 있는 소파를 치우고 지옥 훈련을 실시했다. 많은 선수들의 불만이 터져 나왔음에도 그는 오히려 '앞으로 내 말을 따르지 않을 선수들은 모두 필요없으니 지금 당장 팀에서 나가라'고 엄포를 놨다. 그날 훈련이 끝났을 때 저녁을 위해 주문했었던 자장면은 불어 터졌다고 한다.[7]
- 김호철은 선수들의 정신력을 잡기 위해 한겨울 체육관에 있는 연못에 들어가기도 했는데 이를 본 선수들이 그를 따라 연못에 들어갔고 한다.[7]
- 타임아웃 때의 김호철의 지시는 선수들의 입장에서 내리지만 때로는 보는 사람의 배꼽을 잡게 할 때도 있는가 하면 호통을 치는 경우도 있다. 그는 세터 출신이기 때문에 특히 권영민이나 송병일을 많이 질책하는 것으로 유명하다.
- 2007년 2월 4일에 열린 힐스테이트 2006~2007 V-리그 인천 대한항공 점보스와의 홈 경기에서 0-3으로 완패한 후 숙소에 있던 선수들을 천안 유관순체육관으로 불러 밤 9시까지 지옥 훈련을 시켰던 일도 있었다. 그는 몇몇 선수들에게 "네가 국가대표냐?"라며 강한 질책을 하기도 했다.[8]
- 2008년 1월 6일 인천 도원실내체육관에서 열린 NH농협 2007~2008 V-리그 인천 대한항공 점보스와의 경기에서는 세트스코어 0-2로 패색이 짙어갈 무렵 마지막 타임아웃 때 선수들에게 "야, 오늘 못 이겨! 인상 쓰지 마! 어차피 져, 그냥 가서 해!"라고 외쳤는데, 많은 사람들의 예상과는 반대로 현대캐피탈은 3세트를 역전승으로 따냈다. 비록 그 날 경기는 2-3으로 패했으나 용병이 없는 상황에서도 완패당하지 않은 현대캐피탈의 저력을 보여 준 경기였다.[9]
- 체력 트레이너인 안드레아 도토와는 1990년대 중반 김호철이 이탈리아 대표팀 2군 감독으로 있을 당시 대표팀 트레이너로 처음 만났다. 이후 이탈리아 1부 리그 트레비소 감독과 체력 트레이너로 인연을 시작으로 대한민국과 이탈리아를 오가며 약 17년간을 친분을 유지해 오고 있으며 김호철이 잠시 드림식스를 맡았을 때에도 체력 담당관으로 잠시 오기도 했다.[10]
- 전 대한민국 여자 배구 국가대표 임경숙과의 사이에 1남 1녀를 두고 있다. 딸은 이탈리아의 배구 선수 김미나이며, 아들은 이탈리아의 골프 선수 김준이다[11][12][13].

## 논란
2009년 3월 1일 천안 유관순체육관에서 열린 삼성화재와의 경기를 패배한 후에 열린 한국전력과의 시합부터 김호철 감독은 자신의 타임아웃 때 마이크를 들이대지 못하게 조치하였고, 3월 11일에 다시 유관순체육관에서 열린 한국전력과의 경기에서도 중계 방송을 담당하던 KBS N 스포츠의 카메라와 마이크가 타임아웃 때 들어오지 못하게 제지하였다. 경기를 승리하고 난 후 김호철 감독은 송지선 아나운서의 질문에 "작전이 노출되는 것을 막기 위해서 마이크를 뺐으며, 앞으로도 계속 마이크 사용을 못 하게 한다"고 말하였으며, 송지선 아나운서가 이에 대해 다시 질문하자 김호철 감독은 "본인이 알아서 생각하십시오"라는 말로 불쾌감을 표시하였다. 이후 인터뷰를 지켜 보던 네티즌들 사이에서 논란이 일어났고 갑론을박이 이어졌으며, 대다수의 배구 팬들은 김호철 감독의 처신에 문제가 있음을 지적하였다.